# Kategorički imperativ
Kategorički imperativ je etički koncept nemačkog filozofa Imanuela Kanta. Kant daje nekoliko formulacija kategoričkog imperativa:
I formula glasi: Postupaj prema onoj maksimi za koju možeš poželjeti da postane opšti zakon.
Primjer njegove upotrebe bio bi: „ako ne želim da krađa postane opšti zakon, onda ne smijem ni ja krasti“.
II formula glasi: postupaj uvijek prema ljudskosti u sebi i u drugim bićima uvijek kao prema cilju, a nikad kao prema sredstvu.
Ova formula jasno odbacuje instrumentalizovanje čovjeka u bilo koje svrhe i naglašava ljudskost kao glavnu dimenziju međuljudskog odnosa.
III formula glasi: Postupaj uvijek prema onoj maksimi koju bi odredio kada bi bio zakonodavac u kraljevstvu ciljeva.
Po Kantu, kategorički imperativ ne predstavlja neki postavljeni moral, nego direktno slijedi iz analize načina funkcionisanja praktičnog uma, ukoliko ona ima jedan osnovni princip. Taj apriorični princip važi uvijek i svuda, jer je osnova praktičnog uma. Za Kanta ne postoji situacija u kojoj kategorički imperativ može biti zanemaren.